# Maxime Poundjé
Maxime Poundjé (* 16. August 1992 in Bordeaux) ist ein französischer Fußballspieler.

## Karriere
Poundjé stand seit Beginn der Saison 2009/2010 im Kader der zweiten Mannschaft von Girondins Bordeaux. Im August 2009 wurde er erstmals in die französische U-18-Nationalmannschaft berufen und gab bei einem 0:0 gegen Mexiko sein Debüt. Er lief fortan für die zweite Mannschaft in der vierten und fünften Liga auf und spielte zudem für die französische U-18 und U-19. Im August 2011 wurde er an den Drittligisten Olympique Nîmes ausgeliehen. Mit diesem gelang ihm der Aufstieg in die zweite Liga. Allerdings kehrte er im Sommer 2012 zu Bordeaux zurück, wo er einen Profivertrag mit drei Jahren Laufzeit unterschrieb. Am 11. August 2012 absolvierte er mit einem zwölfminütigen Einsatz gegen den FC Évian Thonon Gaillard sein erstes Spiel in der Ligue 1.
Im Sommer 2021 verließ er seinen Ausbildungsverein. Im Februar des Folgejahres schloss er sich dem FC Lausanne-Sport an. Im Sommer 2022 lief sein Vertrag mit dem FC Lausanne-Sport aus. Seither steht er bei keinem Verein unter Vertrag. Derzeit absolviert er eine Ausbildung im Management der Sportorganisation, die von der Rekonversionsabteilung der französischen Fußballspieler-Gewerkschaft UNFP in Kooperation mit seinem ehemaligen Ausbildungsverein Girondins Bordeaux angeboten wird.